# Bahnstrecke Chrudim–Chrudim město
| Kursbuchstrecke (SŽ): | 016                  |                                               |                                               |
| Streckenlänge: | 1,682 km             |                                               |                                               |
| Spurweite: | 1435 mm (Normalspur) |                                               |                                               |
| Streckenklasse: | C3                   |                                               |                                               |
| Streckengeschwindigkeit: | 45 km/h              |                                               |                                               |
| |                      |                                               |                                               |
| \| \| \| von Havlíčkův Brod (vorm. ÖNWB) \| \| \| \| 0,000 \| Chrudim \| Chrudim \| \| \| \| nach Pardubice (vorm. ÖNWB) \| \| \| \| \| von Heřmanův Městec (vorm. LB Chrudim–Holitz) \| \| \| \| 1,682 \| Chrudim město früher Chrudim Stadt \| Chrudim město früher Chrudim Stadt \| \| \| \| nach Borohrádek (vorm. LB Chrudim–Holitz) \| \| |                      |                                               |                                               |
| Strecke |                      | von Havlíčkův Brod (vorm. ÖNWB)               | von Havlíčkův Brod (vorm. ÖNWB)               |
| Bahnhof | 0,000                | Chrudim                                       | Chrudim                                       |
| Abzweig geradeaus und nach links |                      | nach Pardubice (vorm. ÖNWB)                   | nach Pardubice (vorm. ÖNWB)                   |
| Abzweig geradeaus und von links |                      | von Heřmanův Městec (vorm. LB Chrudim–Holitz) | von Heřmanův Městec (vorm. LB Chrudim–Holitz) |
| Bahnhof | 1,682                | Chrudim město früher Chrudim Stadt            | Chrudim město früher Chrudim Stadt            |
| Strecke |                      | nach Borohrádek (vorm. LB Chrudim–Holitz)     | nach Borohrádek (vorm. LB Chrudim–Holitz)     |

Die Bahnstrecke Chrudim–Chrudim město ist eine regionale Eisenbahnverbindung in Tschechien, die ursprünglich von der Lokalbahn Chrudim–Holitz als staatlich garantierte Lokalbahn erbaut und betrieben wurde. Die kurze Verbindungsbahn verknüpft die Strecke Heřmanův Městec–Borohrádek mit der Strecke Havlíčkův Brod–Pardubice.
Nach einem Erlass der tschechischen Regierung ist die Strecke seit dem 20. Dezember 1995 als regionale Bahn („regionální dráha“) klassifiziert.

## Geschichte
Die Konzession für die „Lokalbahn von Heřman-Městec nach Borohradek mit Abzweigung von Hrochow Teinitz nach Chrast“ wurde am 26. Mai 1897 erteilt. Die Konzessionäre wurden verpflichtet, den Bau der Strecken sofort zu beginnen und binnen zwei Jahren fertigzustellen. Die Konzessionsdauer war auf 90 Jahre festgesetzt. Eröffnet wurde die Strecke Chrudim–Chrudim Stadt nur für den Güterverkehr am 26. September 1899 zusammen mit der Hauptverbindung Heřmanměstec–Borohrádek. Den Betrieb führten die k.k. Staatsbahnen (kkStB) für Rechnung der Eigentümer aus.

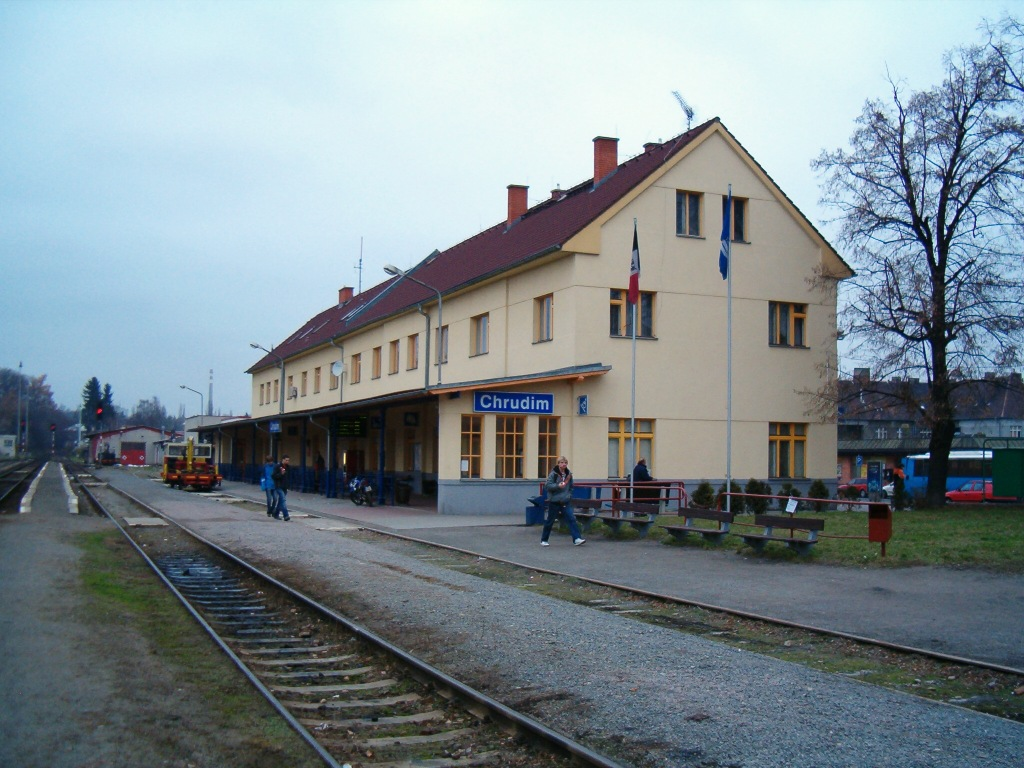
Bahnhof Chrudim (2007)

Nach dem Zerfall Österreich-Ungarns im Oktober 1918 ging die Betriebsführung an die neu gegründeten Tschechoslowakischen Staatsbahnen (ČSD) über. Zum 1. Januar 1925 wurde die Lokalbahn Chrudim–Holitz verstaatlicht. Fortan gehörte auch die Infrastruktur zum Netz der ČSD.
Die Indienststellung moderner Motorzüge durch die ČSD ermöglichte Ende der 1920er Jahre die Einführung des Reiseverkehrs. Im Winterfahrplan von 1928/29 sind vier als Motorzug geführte Personenzugpaare verzeichnet, die zum Teil von und nach Heřmanův Městec durchgebunden waren. Ein Zug verkehrte über Moravany nach Pardubice.
Im Zweiten Weltkrieg lag die Strecke zur Gänze im Protektorat Böhmen und Mähren. Betreiber waren jetzt die Protektoratsbahnen Böhmen und Mähren (ČMD-BMB). Kriegsbedingt kam es nun zu einer Reduzierung der Zugfahrten. Im Fahrplan von 1944 waren zwei Reisezugpaare verzeichnet, von denen nur noch eines als Motorzug verkehrte. Am 9. Mai 1945 kam die Strecke wieder vollständig zu den ČSD.
Am 1. Januar 1993 ging die Strecke im Zuge der Auflösung der Tschechoslowakei an die neu gegründeten České dráhy (ČD) über. Seit 2003 gehört sie zum Netz des staatlichen Infrastrukturbetreibers Správa železniční dopravní cesty (SŽDC).
Im Jahresfahrplan 2013 wird die Strecke werktags im Zweistundentakt von den Personenzügen der Relation Chrudim–Moravany bedient. An den Wochenenden verkehren nur einzelne Züge.